# موبیوس (فیلم ۲۰۱۳)
موبیوس (کره‌ای: 뫼비우스) فیلمی به نویسندگی و کارگردانی کیم کی دوک محصول سال ۲۰۱۳ کره جنوبی است.

## جوایز
| سال  | جشنواره               | بخش                   | نامزدی  | نتیجه    | جایزه | منبع  |
| ---- | --------------------- | --------------------- | ------- | -------- | ----- | ----- |
| ۲۰۱۳ | جایزه فیلم اژدهای آبی | بهترین بازیگر جدید زن | نارا لی | نامزدشده |       | [ ۵ ] |